# Parapleustes monocuspis
Parapleustes monocuspis is een vlokreeftensoort uit de familie van de Pleustidae. De wetenschappelijke naam van de soort is voor het eerst geldig gepubliceerd in 1893 door Sars.